# Episodi di Alice in Borderland (seconda stagione)
La seconda stagione della serie televisiva Alice in Borderland, composta da 8 episodi, è stata distribuita su Netflix il 22 dicembre 2022.
| n° | Titolo originale | Titolo italiano | Pubblicazione Giappone | Pubblicazione Italia |
| -- | ---------------- | --------------- | ---------------------- | -------------------- |
| 1  | Episode 1        | Episodio 1      | 22 dicembre 2022       | 22 dicembre 2022     |
| 2  | Episode 2        | Episodio 2      | 22 dicembre 2022       | 22 dicembre 2022     |
| 3  | Episode 3        | Episodio 3      | 22 dicembre 2022       | 22 dicembre 2022     |
| 4  | Episode 4        | Episodio 4      | 22 dicembre 2022       | 22 dicembre 2022     |
| 5  | Episode 5        | Episodio 5      | 22 dicembre 2022       | 22 dicembre 2022     |
| 6  | Episode 6        | Episodio 6      | 22 dicembre 2022       | 22 dicembre 2022     |
| 7  | Episode 7        | Episodio 7      | 22 dicembre 2022       | 22 dicembre 2022     |
| 8  | Episode 8        | Episodio 8      | 22 dicembre 2022       | 22 dicembre 2022     |

## Episodio 1
- Diretto da: Shinsuke Sato
- Scritto da: Yasuko Kuramitsu e Shinsuke Sato

### Trama
La seconda fase dei giochi inizia e, in vari punti della città, compaiono dei dirigibili, ognuno raffigurante una carta delle figure, la cui funzione è permettere ai giocatori di scegliere a piacimento i game da affrontare e individuare facilmente le arene di gioco. Attirati dai dirigibili giungono anche i sopravvissuti alla strage della Spiaggia. Vi è tuttavia un'eccezione per un particolare game: quello del Re di Picche non richiede un'iscrizione e ha come arena l'intera città. Un uomo incappucciato, il Re di Picche in persona, gira per le strade, cercando di uccidere con svariate armi qualunque giocatore incontri. 
Scappando dal Re di Picche, Arisu, Usagi e Kuina riescono ad entrare in auto con Tatta e Ann, mentre Chishiya resta per strada. Durante lo scontro che avviene durante la fuga, Ann perde di vista Arisu, Usagi, Kuina e Tatt, che trovano rifugio in un condominio. Durante la notte, Tatta e Kuina vanno a cercare un'auto da guidare, mentre Arisu e Usagi entrano in un negozio in cerca di cibo. I due discutono riguardo alle loro intenzioni: mentre Arisu vorrebbe tornare nel loro mondo d'origine, Usagi non ha intenzione di farlo perché detestava la sua precedente vita, segnata dalla morte del padre e le successive accuse contro di lui. 
Il giorno dopo, il gruppo pianifica la prossima mossa: decide che l'unico modo per proteggersi dal Re di Picche è partecipare ad un altro game. I quattro si dirigono verso il dirigibile più lontano, quello raffigurante il Re di Fiori, credendo di poter superare il game avendo loro una buona intesa di squadra. Raggiungono un labirinto con tanti container, dove ognuno è costretto ad indossare un braccialetto. Il game però prevede cinque persone. Improvvisamente giunge Niragi, sopravvissuto all'incendio della Spiaggia, che si aggiunge a loro e completa la squadra.
I cinque vengono accolti dal Re di Fiori, un nudista di nome Kyuma. Egli guida una squadra di cinque persone composta da lui, Takumi, Goken, Uta e Shitara. Kyuma presenta se stesso e i suoi compagni come gli "abitanti" della Tokyo alternativa in cui si trovano.

## Episodio 2
- Diretto da: Shinsuke Sato
- Scritto da: Yasuko Kuramitsu e Shinsuke Sato

### Trama
Kyuma spiega che tutti i game di figure sono scontro contro i cittadini di quel mondo e chi perde muore. Dunque anche loro, gli abitanti, lottano per la sopravvivenza. 
Il game del Re di Fiori è chiamato "Osmosi" e prevede che la squadra di Arisu e quella dei cittadini cerchino di accumulare quanti più punti possibile, partendo entrambe da una base di diecimila punti. I punti iniziali vengono distribuiti ai singoli membri delle squadre e registrati dai braccialetti che portano ai polsi. Come sono distribuiti i punti tra i singoli giocatori è deciso da ciascuna squadra e tenuto nascosto ai membri della squadra avversaria.  
I giocatori hanno l'opportunità di aumentare i propri punti in tre modi: trovando oggetti nascosti nei container, toccando la base avversaria, che consente di far guadagnare 10.000 punti ad ognuno che la tocca, oppure tramite un "combattimento", che si innesca tramite un semplice contatto fisico tra due giocatori avversari. Vince il combattimento chi dei due ha più punti in quel momento, rubando cinquecento punti al perdente. Se due giocatori della stessa squadra si tengono per mano, possono partecipare a un combattimento insieme, sommando i loro punti, e aumentando quindi la possibilità di vittoria. Quando un giocatore tocca la propria base, è come se avesse infiniti punti. E combattendo contro chi ha infiniti punti si rubano 10.000 punti e non 500. Per questo c'è bisogno di un "guardiano" che resta fisso lì per difendere la propria base. Un giocatore il cui punteggio scende al di sotto dello zero, muore all'istante. Dopo un combattimento, sia se vince sia se si perde, si diventa inattivi e non si può partecipare ad un altro combattimento fin quando non si tocca la propria base, ritornando ad essere attivi. La squadra che dopo due ore avrà il punteggio più alto sarà dichiarata vincitrice, con conseguente morte di tutti i membri della squadra avversaria. 
Arisu attua questa strategia: 100 punti a Tatta, il quale deve restare fermo a fare il guardiano; 300 punti a Kuina e Usagi essendo loro veloci; 4600 e 4700 punti ad Arisu e Niragi che invece sono più lenti. Si muovono poi in coppia, così che in caso di attacco possono toccarsi e sommare i loro punti. La strategia sembra vincente, partono benissimo guadagnando tanti punti. La squadra di Kyuma sembra disinteressarsi di questo, non sono per niente preoccupati del fatto che così facendo potrebbero presto morire. Decidono di attuare una folle strategia: quattro di loro attaccano simultaneamente la base avversaria. Così facendo uno di loro viene toccato da Tatta, morendo e facendo perdere 10.000 punti, ma gli altri tre toccano la base guadagnando 30.000 punti totali. Ora sono in vantaggio ed hanno tre giocatori con oltre 10.000 punti, diventando quasi imbattibili. Arisu decide di passare all'attacco: mentre tre avversari difendono la torre, lui si avvicina loro da inattivo, fa prendere la scossa ad uno dei tre, permettendo a Niragi e a Kuina di toccare la base. Niragi ci riesce, Kuina no. A trenta minuti dalla fine sono in svantaggio di 3.000 punti e l'ultimo oggetto rimasto ne ha 2.500. Gli avversari dunque decidono di arroccarsi intorno alla base, condannando alla sconfitta certa Arisu e il suo team.     
Usagi trova l'ultimo oggetto. A dieci minuti dalla conclusione del game, la squadra di Kyuma è in vantaggio di 500 punti, e la squadra di Arisu è apparentemente condannata. Arisu tenta di avvicinarsi alla base avversaria nella speranza di un miracolo. Intanto, infuriato per l'imminente morte, Niragi aggredisce Usagi e cerca di violentarla. 

## Episodio 3
- Diretto da: Shinsuke Sato
- Scritto da: Yasuko Kuramitsu e Shinsuke Sato

### Trama
Arisu aggredisce Niragi, salvando giusto in tempo Usagi dall'imminente stupro. 
Viene poi svelato il passato di Tatta. Il ragazzo lavorava come meccanico, impegnandosi il minimo indispensabile e trascurando le misure di sicurezza. Un giorno, mentre uno dei suoi colleghi, Kato, stava lavorando sotto un'auto, il martinetto che Tatta aveva posizionato in modo errato cadde, ferendo gravemente la mano di Kato, il quale dovette abbandonare il lavoro. Questo incidente causò in Tatta un terribile senso di colpa e desiderio di riscatto.
Kyuma e Arisu, che durante il game hanno sviluppato un grande rispetto reciproco, fanno due chiacchiere in attesa che scada il conto alla rovescia. Arisu chiede a Kyuma di concedergli un'ultima stretta di mano, essendo ormai irrilevante un'ulteriore perdita di punti. Kyuma acconsente, ma la stretta di mano causa sorprendentemente un passaggio di 500 punti da lui ad Arisu, portando la squadra di quest'ultimo in vantaggio. Tatta, infatti, si è ferito gravemente la mano per potersi togliere il braccialetto e darlo ad Arisu, in modo che i loro punteggi potessero sommarsi, anche senza affrontare i combattimenti assieme. La somma dei loro punti supera quella di Kyuma, dato che Tatta aveva guadagnato ben 10.000 punti durante l'attacco combinato della squadra di Kyuma. Arisu si rende conto che Kyuma e la sua squadra una volta erano giocatori regolari come loro e teme che, anche completando tutti i game, non sarebbe possibile tornare a casa.   
Kyuma e la sua squadra accettano la loro morte, compiaciuti dell'avventura di squadra fatta fino a quel momento. Prima di morire, Kyuma rassicura Arisu sulle sue capacità e dichiara che affrontare quel game insieme li ha resi amici. Anche Tatta perde la vita a causa delle ferite autoinflitte, rallegrandosi però, sul punto di morire, di essere finalmente stato utile a qualcuno. 
In una prigione, Chishiya partecipa al game del Fante di Cuori, chiamato "Isolamento". I giocatori indossano un collare con un seme delle carte esposto sul retro, e devono scoprire tale seme chiedendo agli altri giocatori di controllarlo e dirglielo. Ogni sessanta minuti, i giocatori devono entrare ognuno in una cella e dichiarare il seme raffigurato sul proprio collare: chi dichiara un seme sbagliato, muore a causa dell'esplosione del collare. Il seme cambia ad ogni turno. Il Fante di Cuori si nasconde tra i giocatori, i quali devono individuarlo e indurlo a dichiarare un seme sbagliato, altrimenti il game non si conclude. Il game infatti non ha un limite di tempo, ma termina solo se il Fante di Cuori muore o diventa l'unico sopravvissuto. La prigione dunque è piena di cibi e bevande, e il visto dei giocatori è infinito fino a quando il game non termina.
Viste le regole, i giocatori sono indotti a mentirsi spudoratamente tra loro sui loro semi, così da uccidere più persone possibili, sperando che tra loro ci sia anche il Fante. Chishiya decide di fidarsi di una sola persona e lasciare che gli altri gruppi si tradiscano tra loro. Il suo fidato però decide di uccidersi, stanco di vedere le persone mentirsi in modo così spregevole. Infine dunque, dei venti giocatori iniziali ne rimangono cinque, tra cui Chishiya, che però ora è rimasto solo, e l'ancora ignoto Fante di Cuori.

## Episodio 4
- Diretto da: Shinsuke Sato
- Scritto da: Yasuko Kuramitsu e Shinsuke Sato

### Trama
Dopo un ultimo turno, in cui i giocatori si riducono a quattro dopo la morte della giocatrice Kotoko, Chishiya individua il Fante di Cuori, grazie anche all'aiuto degli altri due partecipanti al gioco, Yaba e Banda. I tre rivelano di aver individuato Fante di Cuori, il cui vero nome è Matsushita, osservando i suoi comportamenti, come l'aver accettato senza indugio l'alleanza con Banda, un noto serial killer, e l'aver collaborato segretamente con Kotoko, ormai deceduta, tramite un codice basato sui cibi che consumavano. E ciò non è passato inosservato agli occhi di Chishiya. Yaba e Banda dunque torturano Matsushita, nella speranza di farsi rivelare i segreti del mondo in cui si trovano, essendo lui un abitante. Ma il Fante si uccide, rifiutandosi di dichiarare il suo seme allo scadere dell'ora.
Nel frattempo, Arisu dice ad Usagi e a Kuina che gli abitanti sono ex giocatori, e che dunque non usciranno mai da quel mondo. Kuina decide di lasciare i due per andare alla ricerca di Ann e Chishiya. Prima di partire, la ragazza dice loro di non perdere la speranza e promette che si rivedranno. Il giorno dopo, Usagi e Arisu decidono di andare a caccia. I due si imbattono in un parcheggio di roulotte in cui giacciono decine di cadaveri. Un uomo moribondo dice loro di cercare un video girato in quel luogo con una cinepresa, e conservato in una delle roulotte.
Nel video, l'uomo esplora il quartiere di Setagaya e incontra Ann lungo la strada. Lei gli dice che la vegetazione cresce in modo molto rapido man mano che si allontanano dai centri abitati e che vuole andare fuori Tokyo per capire qualcosa in più di quel mondo. Si vede poi l'uomo che si reca al parcheggio delle roulotte per trovare una donna che sostiene di conoscere la verità su come sono rimasti intrappolati in quel mondo ricordando qualcosa su dei fuochi d'artificio. Tuttavia, prima che la verità venga rivelata, il campeggio viene attaccato dal Re di Picche, che massacra la maggior parte delle persone presenti.
Dopo la fine del video, Arisu e Usagi si accorgono che il Re di Picche è diretto verso di loro. I due scappano nella foresta e si separano, mentre il Re di Picche insegue Arisu che l'ha attirato verso di lui per salvare Usagi. Durante la fuga, Arisu viene improvvisamente tramortito da una ragazza sconosciuta. Di notte poi, Arisu si sveglia accanto a un falò, scoprendo di essere in compagnia della misteriosa ragazza e di Aguni, miracolosamente sopravvissuto all'incendio della Spiaggia.

## Episodio 5
- Diretto da: Shinsuke Sato
- Scritto da: Yasuko Kuramitsu e Shinsuke Sato

### Trama
La compagna di Aguni, Heiya, riflette sul suo passato di liceale superficiale e vanesia. Mentre camminava per strada con due amiche, fu improvvisamente trasportata nella Tokyo dei game subito dopo aver visto dei fuochi d'artificio. Quella sera partecipò al suo primo game, "Morte bollente", di difficoltà Sette di Picche. Il gioco consisteva nello scappare da uno stadio, prima che l'edificio crollasse per l'esplosione di diversi geyser. Unica sopravvissuta al game, fu costretta a concedersi sessualmente a un ex-medico affinché le amputasse una gamba, ormai irrimediabilmente danneggiata, e la sostituisse con una protesi. Da allora, Heiya è decisa ad affrontare qualsiasi pericolo pur di sopravvivere in quel mondo, grazie anche alla sua abilità nel tiro con l'arco e agli insegnamenti di Aguni. 
Arisu si allea con Aguni e Heiya per tendere una trappola al Re di Picche, così da poter provare ad attaccarlo e ucciderlo. Il piano però fallisce, Arisu cade in acqua giù da una scogliera. Sopravvissuto, decide di ritrovare Usagi. Anche Aguni riesce a sopravvivere, per la gioia di Heiya. 
Nel frattempo, Ann si allontana sempre di più e riesce ad uscire dalla città. Qui però trova solo una foresta, circondata da giganteschi crateri. Kuina intanto vince il game del Fante di Picche, uno scontro fisico a mani nude contro il Fante e i suoi sottoposti. 
Usagi decide di aiutare un bambino di dieci anni il cui visto sta per scadere, accompagnandolo al game della Regina di Picche, situato in una centrale elettrica. Anche Arisu partecipa al gioco, riuscendo dunque a riunirsi finalmente con Usagi. In questo game, chiamato “Scacco matto”, la squadra dei giocatori affronta la squadra della Regina di Picche. Tutti i giocatori ricevono un giubbotto con un pulsante sulla schiena. A ogni turno, una squadra ha la possibilità di rubare membri alla squadra rivale, inseguendoli e premendo i pulsanti sulla loro schiena. Ogni squadra possiede un giocatore che non può essere rubato, chiamato "re". La Regina di Picche sceglie sé stessa come re della propria squadra e il bambino come re della squadra dei giocatori. Il gioco dura sedici turni, al termine dei quali tutti i membri della squadra meno numerosa moriranno.
La squadra della Regina di Picche, inizialmente la meno numerosa, sfrutta la prestanza fisica dei propri membri per rubare giocatori alla squadra avversaria. Verso la fine gran parte dei giocatori cambiano volentieri squadra, consapevoli che, finché apparterranno alla Regina di Picche, il loro visto sarà infinito, e non avranno più la necessità di affrontare altri game. Vincendo infatti continueranno a ripetere lo stesso gioco stando sempre nella squadra della Regina. Accettano questo nonostante la consapevolezza che così il capo dei giocatori, ovvero il bambino, morirà. Arisu, Usagi e il bambino si ritrovano così a far parte di una squadra di tre soli giocatori.

## Episodio 6
- Diretto da: Shinsuke Sato
- Scritto da: Yasuko Kuramitsu e Shinsuke Sato

### Trama
Arisu e Usagi parlano agli altri giocatori, ormai passati dalla parte della Regina di Picche, ispirandoli a riunirsi alla squadra sfidante, risvegliando in loro la speranza di tornare all'universo d'origine. La squadra dei giocatori inizia nuovamente a crescere, anche grazie alle doti atletiche di Usagi. Alla fine del sedicesimo turno, la Regina di Picche è l'unico membro della propria squadra. La donna si congratula con Arisu e Usagi, ma si rifiuta di dare loro informazioni su cosa accadrà se dovessero vincere tutti i game. Volendo essere libera fino alla fine, la Regina si butta dall'edificio, venendo uccisa a metà caduta da un raggio laser piovuto dal cielo.
Dopo aver restituito il bambino alle cure della sua tutrice, Arisu e Usagi fanno il bagno in una sorgente d'acqua calda (che in realtà è ciò che rimane dello stadio in cui si era svolto il game del Sette di Picche). Nell'acqua, per la prima volta, i due giovani si baciano.
Chishiya partecipa al game del Re di Quadri, che si svolge alla Corte Suprema. Il Re di Quadri è Kuzuryu, uno degli ex ufficiali esecutivi della Spiaggia, nonché numero due del Cappellaio. L'uomo, come Mira, aveva seguito in incognito lo svolgersi della prima fase dei giochi. Il game è chiamato "Equilibrio": i cinque partecipanti sono incatenati a sedie poste ognuna sotto una bilancia che pende dal soffitto; a ogni turno, ognuno dei giocatori deve selezionare segretamente un numero compreso tra 0 e 100, e chi sceglie il numero più vicino a quattro quinti della media di tutti i numeri scelti, vince il turno, mentre gli altri giocatori perdono un punto, partendo da un punteggio iniziale di 0. Se il punteggio di un giocatore raggiunge -10, la bilancia posta sopra di lui gli rovescia addosso una quantità letale di acido solforico. Inoltre, alla morte di ogni giocatore verrà aggiunta una nuova regola. 
Chishiya dimostra ancora una volta grande intelligenza e perspicacia e, dopo dodici turni, lui e Kuzuryu sono gli unici sopravvissuti. Hanno rispettivamente -9 e -7 punti e l'ultima regola aggiunta prevede che se uno dei due giocatori sceglie 0, se l'altro sceglie 100 vince il turno. Questo perché, essendo rimasti in due, vince chi sceglie il numero più basso. Scegliendo 0 uno dei due avrebbe sicuro vinto. Questa nuova regola riporta uguaglianza ed equità tra i due partecipanti: se uno dei due pensa che l'altro scelga 0, scegliendo 100 vince. Ma se prevede che anche l'altro farà lo stesso ragionamento scegliendo 100, allora vince scegliendo un qualsiasi numero diverso da 0.   
Il passato di entrambi i contenenti viene svelato. Prima di giungere nel mondo dei game, Kuzuryu era un avvocato che si ritrovò a difendere e far assolvere un'azienda responsabile di numerose morti dovute all'inquinamento dell'ambiente circostante. Chishiya era invece un medico che fu costretto a negare un trapianto salvavita a un bambino, facendo saltare la fila e facendo il trapianto al nipote di un amico del direttore: senza il trapianto, il bambino morì poco tempo dopo. Queste esperienze segnarono profondamente Kuzuryu e Chishiya, che diventarono profondamente cinici e disillusi circa la giustizia e l'uguaglianza del mondo. 
Capendo che il desiderio di redenzione li accomuna, Chishiya dichiara che sceglierà 100 ad ogni turno, dando la possibilità a Kuzuryu di scegliere per esempio 1 e vincere, oppure scegliere 0 e perdere. Così facendo chiunque dei due perde, l'avrà fatto consapevole di aver dato la vita ad un'altra persona, redimendosi per le azioni passate. Per tre turni Kuzuryu sceglie 0, fino a raggiungere -10 e morire, soddisfatto di aver finalmente salvato una vita umana e di aver rispettato i suoi ideali e la sua filosofia. 

## Episodio 7
- Diretto da: Shinsuke Sato
- Scritto da: Yasuko Kuramitsu e Shinsuke Sato

### Trama
Ann e Kuina si riuniscono e affrontano insieme il game della Regina di Fiori, chiamato "Target", una sorta di partita di dodgeball in cui si lanciano sfere luminose contro gli avversari per farli cadere da delle travi. Altri game vengono nel frattempo giocati e vinti da altri giocatori: nel game del Fante di Fiori, i giocatori si affrontano appesi a corde da arrampicata, cercando ognuno di far cadere l'altro; il game del Fante di Quadri consiste in una partita di Mah Jong; nel game del Re di Cuori, i giocatori corrono attraverso uno stretto tunnel, scappando da una bestia invisibile. Infine, rimangono due soli game ancora da affrontare, e quindi due soli cittadini da uccidere: il Re di Picche e la Regina di Cuori.
Nell'incrocio di Shibuya si incontrano Arisu, Usagi e  Chishiya. Giunge però improvvisamente Niragi, ancora vivo, che esprime il desiderio di affrontarli e ucciderli. Nello scontro a fuoco che segue, rimangono feriti Niragi e Chishiya, quest'ultimo nell'atto di proteggere Usagi da un attacco di Niragi.
Improvvisamente sul luogo appare il Re di Picche, che insegue la folla nell'incrocio. Tra la folla ci sono Kuina e Ann, che si ricongiungono al gruppo di Arisu poco prima che il Re decida di inseguirli. Il gruppo di Arisu attacca il Re insieme a numerosi giocatori, tra cui Heiya e Aguni, giunti in loro aiuto. Durante il lungo scontro, in molti rimangono gravemente feriti. Ann, Heiya e Aguni vengono sparati dal Re, mentre Kuina e Usagi vengono da lui accoltellate.  
Arisu riesce, grazie all'aiuto di un Aguni ancora vivo, ad attirare il Re in una stanza dove aveva precedentemente rilasciato gas. Infine gli lancia contro una bomba artigianale che Aguni spara, provocando un'esplosione che ferisce mortalmente il nemico. Nei suoi ultimi istanti di vita, il Re di Picche consegna la sua pistola ad Aguni, in modo che quest'ultimo possa finirlo. Il Re vedeva l'uccisione di tutti come un modo per liberarli da quel posto atroce e pieno di sofferenze. Dopo averlo definitivamente ucciso, ritenendo di non aver altri compiti da svolgere, Aguni è pronto a spararsi in testa, per espiare definitivamente le atrocità compiute in passato. Viene tuttavia fermato da una visione del Cappellaio, il quale si riconcilia con lui. 
Si scopre che gli altri membri del gruppo sono sorprendentemente vivi, seppur gravemente feriti. Essendo gli unici a non essere feriti in modo grave, Arisu e Usagi si dirigono verso il grattacielo sopra il quale galleggia il dirigibile della Regina di Cuori. In cima al grattacielo trovano un campo da croquet, nel quale ricevono il benvenuto di Mira.

## Episodio 8
- Diretto da: Shinsuke Sato
- Scritto da: Yasuko Kuramitsu e Shinsuke Sato

### Trama
Mira è la Regina di Cuori e il suo game, chiamato "Croquet", consiste nel giocare tre partite dell'omonimo gioco. Per vincere il game non è necessario sconfiggere Mira nelle singole partite, mentre è fondamentale non dichiarare mai la propria resa. 
Dopo due partite, Mira cerca in tutti i modi di spingere Arisu a ritirarsi, prima confondendolo con numerose menzogne circa la natura del mondo in cui si trovano, poi cercando di indurlo a ucciderla, quando rivela di aver progettato il game del Sette di Cuori in cui erano morti i suoi amici. Arisu nota delle telecamere nell'arena. Mira poi gli dice che quel mondo esiste solo nella sua mente e nulla di quanto vissuto lì è reale, ma solo frutto della sua immaginazione e dei suoi ricordi. La continua provocazione psicologica infine spezza Arisu, che si ritrova in una realtà allucinata in cui è ricoverato in un ospedale psichiatrico, e Mira è in realtà il suo medico. In questa nuova realtà Usagi è solo un'altra paziente dell'ospedale e gli amici di Arisu sono morti, venendo investiti mentre i tre erano in giro all'incrocio di Shibuya. Sentendosi in colpa per la loro morte e sentendo il bisogno di esser amato, Arisu ha creato nella sua mente il mondo dei game in cui si innamora di Usagi. In quest'ospedale Mira cerca di convincere Arisu ad abbandonare il game, essendo quest'ultimo solo una sua fantasia. In seguito Usagi riesce a far riemergere Arisu dall'allucinazione, tagliandosi il polso e convincendolo a tornare da lei per salvarla. Mira è commossa dalla dimostrazione di amore a cui ha assistito, e riprende la partita di croquet, avviando la terza gara. Quest'ultima giunge al termine, concludendo finalmente l'ultimo game.  
Essendo riusciti a superare tutti i game, a tutti i giocatori ancora in vita viene data la possibilità di scegliere se diventare cittadini della Tokyo di quel mondo (diventando dunque organizzatori dei giochi) oppure no. Arisu, Usagi e le persone con cui hanno stretto amicizia (compreso Niragi) rifiutano la cittadinanza.  
Subito dopo, viene mostrato Arisu insieme a Karube e Chōta nel bar dove si incontravano di solito. I tre rievocano i momenti felici trascorsi insieme, e quando Arisu dice di sentirsi dispiaciuto e in colpa per la loro sorte, Karube e Chōta lo esortano a vivere la sua vita al massimo. 
Successivamente, si vede che all’incrocio di Shibuya, mentre Arisu si stava divertendo con Karube e Chōta, erano presenti tutte le persone viste finora nel mondo dei game. Poco dopo che i tre ragazzi si rifugiano in bagno per non essere presi dalla polizia, un meteorite colpisce la zona, distruggendo tutto e riducendo l’area attorno alla stazione in macerie. I giocatori morti durante i game risultano essere effettivamente deceduti a causa dell’impatto, mentre tutti coloro che hanno rifiutato la cittadinanza si risvegliano in ospedale. 
Il fratello di Arisu gli rivela che, quando i soccorsi lo hanno trovato, il suo cuore si era fermato per un minuto, durante il quale si era trovato sospeso al confine tra la vita e la morte. Arisu risponde che quel minuto gli è sembrato un’eternità, e che ha avuto la sensazione di trovarsi in un luogo lontano, lasciando intuire che gli eventi del mondo dei game si siano svolti proprio in quell’esatto minuto. Anche per gli altri sopravvissuti ai game, infatti, il cuore si era fermato per un minuto. Il fratello aggiunge infine che il loro padre ha pianto, dimostrando di tenerci davvero a lui, nonostante non approvasse affatto il suo stile di vita. 
Nessuno dei sopravvissuti ricorda la propria esperienza nell'altro mondo, ma alcuni si riconoscono, compresi Arisu e Usagi, che si incontrano nell'ospedale dove sono ricoverati e decidono di fare una passeggiata insieme. L'ultima inquadratura è di un tavolo di carte da gioco, con focus sulla carta Jolly.